# Дослід короткого замикання
Дослід короткого замикання — визначення параметрів елементів схеми заміщення, що використовується при розрахунку реальних схем, зокрема активних двополюсників. У досліді короткого замикання опір зовнішнього кола вважають набагато меншим, ніж внутрішній опір джерела. Виходячи із закону Ома для повного кола {\displaystyle I={\varepsilon  \over {R+r}}}, при опорі зовнішнього кола {\displaystyle R=0} сила струму {\displaystyle I} досягає найбільшого значення. У разі змінного струму слід враховувати реактивні складові опору вимірювального приладу.
Метою цього досліду є визначення параметра струму генератора для схеми заміщення.
Окремий випадок цього досліду проводиться для трансформаторів змінного струму великої потужності, коли трансформатор вироджується з шестиполюсника в триполюсник для трифазного струму і з чотириполюсника в двополюсник для однофазного. Дослід короткого замикання характеризує роботу силового трансформатора в граничному режимі навантаження за номінального струму вторинної обмотки. {\displaystyle (I_{2}=I_{2n})}.